# کودک و سرباز
کودک و سرباز فیلمی به کارگردانی رضا میرکریمی و نویسندگی محمد رضایی راد محصول سال ۱۳۷۸ است. این فیلم جایزه بالن نقره‌ای جشنواره سه قاره نانت را کسب کرد. رضا میرکریمی برای این فیلم جایزه هیئت داوران و محمد رضایی راد جایزه بهترین فیلمنامه جشنواره آسیا پاسیفیک را به دست آورد.

## بازیگران
- مهدی لطفی
- بیژن سلطانی
- روح‌الله حسینی
- مهران رجبی
- فریدون قوانلو
- مهدی لفتی
- صغری عبیسی
- الله‌قلی نظری
- فریدون امیرعبدالهیان
- علی بکانیان
- فاطمه دیوان‌دری
- گیتی معینی